# Championnat du Costa Rica de football 1961-1962
Navigation
Saison précédente Saison suivante
La Primera División 1961-1962 est la quarantième édition de la première division costaricienne.
Lors de ce tournoi, le CS Herediano a tenté de conserver son titre de champion du Costa Rica face aux cinq meilleurs clubs costariciens.
Chacun des six clubs participant était confronté quatre fois aux cinq autres équipes.
Seulement une place était qualificative pour la Coupe des champions de la CONCACAF.

## Les 6 clubs participants
| \| LD Alajuelense CS Cartagines CS Herediano Orión FC I Deportivo Saprissa CS Uruguay \| Localisation des clubs engagés dans le championnat. |
| LD Alajuelense CS Cartagines CS Herediano Orión FC I Deportivo Saprissa CS Uruguay                                                           |

| Club               | Stade                        | Capacité | Ville      |
| LD Alajuelense     | Stade Alejandro Morera Soto  | 17 900   | Alajuela   |
| CS Cartagines      | Stade José Rafael Meza       | 13 500   | Cartago    |
| CS Herediano       | Stade Eladio Rosabal Cordero | 8 100    | Heredia    |
| Orión FC           | Stade Lito Monge             | 27 500   | Curridabat |
| Deportivo Saprissa | Stade national du Costa Rica | 25 500   | San José   |
| CS Uruguay         | Stade Municipal el Labrador  | 2 500    | Coronado   |

## Compétition
Les six équipes s'affrontent à quatre reprises selon un calendrier tiré aléatoirement.
Le classement est établi sur l'ancien barème de points (victoire à 2 points, match nul à 1, défaite à 0).
Le départage final se fait selon les critères suivants :
- Le nombre de points.
- Une confrontation aller-retour supplémentaire.

### Classement
| Rang | Équipe             | Pts | J  | G  | N | P  | Bp | Bc | Diff |
| ---- | ------------------ | --- | -- | -- | - | -- | -- | -- | ---- |
| 1    | Deportivo Saprissa | 33  | 20 | 16 | 1 | 3  | 47 | 22 | +25  |
| 2    | LD Alajuelense     | 29  | 20 | 13 | 3 | 4  | 38 | 23 | +15  |
| 3    | Orión FC           | 18  | 20 | 6  | 6 | 8  | 28 | 35 | -7   |
| 4    | CS Herediano (T)   | 17  | 20 | 5  | 7 | 8  | 32 | 35 | -3   |
| 5    | CS Cartagines      | 16  | 20 | 5  | 6 | 9  | 33 | 35 | -2   |
| 6    | CS Uruguay         | 7   | 20 | 2  | 3 | 15 | 29 | 57 | -28  |

| Légende : Qualifications et relégations | Légende : Qualifications et relégations                             |
| --------------------------------------- | ------------------------------------------------------------------- |
|                                         | Coupe des champions de la CONCACAF 1963 (1er Tour de qualification) |
|                                         | (T) : Tenant du titre                                               |

## Bilan du tournoi
| Tableau d'Honneur |                    |
| Compétition       | Vainqueur          |
| Primera División  | Deportivo Saprissa |

| Qualifications continentales 1962-1963 |                    |
| Coupe des champions de la CONCACAF     | Qualifiés          |
| Premier tour de qualification          | Deportivo Saprissa |

## Statistiques

### Meilleur buteur
- Jorge Hernán Monge (Deportivo Saprissa) 12 buts